# Beeklust
Beeklust is een buitenplaats aan de Utrechtseweg nr. 84b in Zeist. Het huis is in gebruik als blindeninstituut Bartiméus.
Beeklust ligt naast landhuis Stenia aan de zuidkant van de Utrechtseweg. Het witgepleisterde klassieke herenhuis werd rond 1860 gebouwd en ligt in een landschapspark met vijver. De tuin en een parkbos met serpentinevijver werd aangelegd door Samuel A. van Lunteren. Vanuit het huis lopen zichtlijnen naar de Utrechtseweg en de vijver.  
De eerste eigenaar van Beeklust was de Amsterdamse suikerraffinadeur Barend Hulshoff jr. In 1901 kwam de buitenplaats in het bezit van Arnolda van Marwijk Kooy die het huis begin 20e eeuw uitbreidde en vervolgens verkocht aan de weduwe Johanna Jacoba van der Vliet-Borski uit Overveen. 
In 1919 wordt de statige buitenplaats gekocht door de vereniging Bartiméus voor de bevordering van Christelijke opvoeding en onderwijs voor blinde kinderen en jongelieden. Door uitbreidingen van het huis Bartiméus werd het terrein op den duur volgebouwd met paviljoens en leslokalen.

## Bewoners
- ca 1860 Barend Hulshoff jr. (ovl. 1877)
- wed. Hillegonda Geertruida Hulshoff-Heemskerk (ovl. 1884)
- Jan Jacob Hulshoff (ovl. 1899)
- 1901 - 1906 Arnolda van Marwijk Kooy, getrouwd met Carel van Notten
- 1906 - 1914 wed. Johanna Jacoba van der Vliet-Borski
- 1914 - 1919 Emma Anna Catharina Repelaar-van der Vliet
- 1919 vereniging Bartiméus
- Triodos Bank